# 起訴法定主義
起訴法定主義（きそほうていしゅぎ、独: Legalitätsprinzip）は、刑事司法手続において証拠が存在するときや特定の犯罪に関する事件などについては検察官の不起訴裁量を認めない原則。検察官に公訴（刑事訴訟）の提起を義務付けることを目的としており、1877年にドイツで採用された。この項目では、強制起訴（きょうせいきそ、英: Compulsory prosecution: 法定起訴）についても説明する。

## 概要
起訴法定主義は、訴追機関の恣意を認めず、公平な公訴権の運用を図ろうとするもので、不当な政治的圧力の介入を防止することができるという長所がある。
「法定起訴」はドイツ語で Legalitätsprinzip、フランス語で Principe de légalité（直訳: 合法性の原則）となるが、これは広義には「行政合法性の原則」「手続法定主義」を意味することもあるので注意が必要である。

## 各国の制度

### ドイツ
ドイツ帝国は、法学者イェーリングが『権利のための闘争』を出版し、また三帝同盟が締結されたのちの1877年、刑事訴訟法に次のような規定を置いて起訴法定主義を導入した。
もっともドイツ法においても、軽微犯罪、国外犯罪、余罪などについては起訴法定主義の例外は認められている。

### イタリア
イタリアは1948年、法定起訴制度を導入した。

### アメリカ合衆国、その他の国
司法取引制度のあるアメリカ合衆国やその他の国では、司法取引手続との兼ね合いから、むしろ法定起訴手続を要さないことが多い。
アメリカ合衆国法典の刑事訴訟法では、検察官は司法取引の経緯内容を裁判所に報告したうえで不起訴決定をすることができ、この点は不起訴決定の裁量が認められているものの、公開裁判の原則もまた担保されている。
また次のとおり、特定の容疑者については、検察官はアメリカ合衆国司法省次官の承認を得ることなく司法取引による不起訴決定を行ってはならないことを定めており、この点においては起訴法定主義が担保されている。

### 日本
日本法は起訴法定主義を採用せず、起訴便宜主義を採用している。
なお、起訴便宜主義ないし起訴独占主義に対する例外として、検察官に再調査や起訴を義務付ける制度として検察審査会による強制起訴等の手続、また一定の犯罪に関し検察官以外の者が起訴を行うことを可能とする付審判請求手続が存在する。ただし、起訴法定主義は、画一的・一般的に検察官の不起訴裁量を制限するものであるが、日本における強制起訴は、検察審査会という行政機関が個別の事件毎に起訴の要否を決めることを可能とするものであり、付審判請求制度もまた個別の事件について行われて直接的に検察官の起訴・不起訴の裁量を制限するものではないから、起訴法定主義と他の2制度は、制度の趣旨目的が異なる。